# Alma Hilaj
Alma Hilaj (* 2. Februar 2000 in Shkodra) ist eine albanische Fußballspielerin, die als Mittelfeldspielerin für den italienischen Serie-A-Verein FC Como Women spielt.

## Karriere

### Verein
Hilaj spielte in ihrer Jugend in Albanien bei Juban Danja. 2017 wechselte sie nach Italien und begann ihre Karriere beim Verein Florentia San Gimignano SSD. Ihr Debüt in der Serie A gab sie am 26. Januar 2019 in einem Spiel gegen Chievo Verona. Nach ihrer Zeit bei Florentia spielte sie in der Saison 2019/20 für Orobica Bergamo, wo sie sechs Ligaspiele absolvierte.
2022 wechselte Hilaj zum FC Como Women. In der Saison 2022/23 bestritt sie 23 Ligaspiele und erzielte ein Tor. In der darauffolgenden Saison 2023/24 kam sie auf 25 Einsätze in der Serie A. Bis zum 21. Juli 2024 hatte sie insgesamt 48 Ligaspiele für Como absolviert und dabei ein Tor erzielt.

### Nationalmannschaft
Hilaj debütierte 2018 in der albanischen U19-Nationalmannschaft und nahm an den Qualifikationsspielen für die U19-Europameisterschaft 2019 teil.
Ihr erstes Spiel für die A-Nationalmannschaft absolvierte sie am 2. September 2019 in einem EM-Qualifikationsspiel gegen Finnland. Am 4. April 2025 erzielte sie in einem Spiel gegen Kroatien ihr erstes Tor.